# Свенска серієн з хокею 1943—1944
 Свенска серієн: 1943—1944 — 9-й сезон у «Свенска серієн», що була на той час найвищою за рівнем клубною лігою у шведському хокеї з шайбою. З наступного сезону цей турнір замінили на «Дивізіон 1».
У чемпіонаті взяли участь 8 клубів. Турнір проходив у два кола.
Переможцем змагань став клуб «Гаммарбю» ІФ (Стокгольм).

## Турнірна таблиця
|   | Команда                        | І  | В  | Н | П  | Ш       | О  |
| - | ------------------------------ | -- | -- | - | -- | ------- | -- |
| 1 | «Гаммарбю» ІФ (Стокгольм)      | 14 | 10 | 3 | 1  | 68 - 23 | 23 |
| 2 | АІК Стокгольм                  | 14 | 10 | 3 | 1  | 56 - 24 | 23 |
| 3 | ІК «Йота» (Стокгольм)          | 14 | 7  | 4 | 3  | 47 - 26 | 18 |
| 4 | Нака СК                        | 14 | 7  | 0 | 7  | 38 - 37 | 14 |
| 5 | Седертельє СК                  | 14 | 5  | 2 | 7  | 28 - 28 | 12 |
| 6 | «Карлбергс» БК (Стокгольм)     | 14 | 4  | 1 | 9  | 35 - 49 | 9  |
| 7 | «Реймерсгольмс» ІК (Стокгольм) | 14 | 3  | 2 | 9  | 24 - 46 | 8  |
| 8 | «Брюнес» ІФ (Євле)             | 14 | 1  | 3 | 10 | 30 - 93 | 5  |